# Ptilinopus fischeri meridionalis
Ptilinopus fischeri meridionalis (synoniem Ramphiculus meridionalis) is een vogel uit de familie Columbidae (duiven). De wetenschappelijke naam van deze ondersoort werd als Leucotreron fischeri meridionalis in 1893 gepubliceerd door Adolf Bernard Meyer en Lionel William Wiglesworth. Het is een door habitatverlies kwetsbaar geworden vogelsoort die alleen voorkomt in  het zuiden van Sulawesi (Sulawesi Selatan).

## Kenmerken
De vogel is 35 tot 37 cm lang en lijkt sterk op Fischers jufferduif. Het grote verschil is de roetzwarte bovenkant van de vogel. De andere ondersoorten zijn groen op de rug en de vleugels.

## Verspreiding en leefgebied
Deze soort is endemisch op Sulawesi. De leefgebieden van deze vogel liggen in natuurlijk bos op hoogten tussen de 1000 en 3000 meter boven zeeniveau, de zone van nevelwouden.

## Status
Ptilinopus fischeri meridionalis heeft een beperkt verspreidingsgebied en daardoor is de kans op uitsterven aanwezig. De grootte van de populatie werd in 2007 door BirdLife International geschat op 2,5 tot tienduizend volwassen individuen. De populatie-aantallen nemen af door habitatverlies. Het leefgebied wordt aangetast door ontbossing waarbij, vooral op hoogten onder de 2000 meter,  natuurlijk bos plaats maakt voor intensief agrarisch gebruikt land en verder de aanleg van infrastructuur en menselijke nederzettingen. Om deze redenen staat deze soort als kwetsbaar op de Rode Lijst van de IUCN.